# Manal (álbum)
Manal é o primeiro álbum da banda argentina de blues rock de mesmo nome, lançado pela Mandioca em 1970. Selo independente do produtor Jorge Álvarez.

## Tracklist
Todas as faixas de Javier Martínez, exceto onde indicado de outra forma.
1. "Jugo de tomate" - 2:45
2. "Porque hoy nací" — 4h30
3. “Avenida Rivadavia” – 2h50
4. "Todo el día me pregunto" — (Martínez, Claudio Gabis, Alejandro Medina) — 6:10
5. " Avellaneda Blues " — (Martínez, Gabis) — 5:30
6. "Casa com 10 pinos" — 4:15
7. "Informações de um dia" — 8h
8. No Pibe
9. El Leoncito
10. Para ser un hombre más
11. Blues de la amenaza nocturna
12. Necesito un amor
13. Que pena me das
14. Elena

## Formação
- Javier Martínez - bateria (faixas 1, 3-7), vocais (faixas 1, 2, 4-7), guitarra elétrica (faixa 2)
- Claudio Gabis - guitarra elétrica (faixas 1, 3-7), gaita (faixa 1), órgão (faixa 2), baixo de órgão (faixa 2), piano (faixas 5, 7), violão (faixa 6)
- Alejandro Medina - baixo (faixas 1, 3-7), voz (faixas 3, 7), violão (faixa 4), piano (faixa 6), órgão (faixa 7)